# 로하주

로하 주의 위치

로하주(스페인어: Provincia de Loja)는 에콰도르 남부에 위치한 주로 주도는 로하이며 면적은 11,062.73km2, 인구는 448,966명(2010년 기준), 인구 밀도는 41명/km2이다. 16개 지방 자치체를 관할한다. 서쪽으로는 엘오로 주, 북쪽으로는 아수아이 주, 동쪽으로는 사모라친치페 주와 접하며 남쪽으로는 페루와 국경을 접한다.

주기

## 같이 보기
- 에콰도르의 주